# Lycoming Engines
Pour les articles homonymes, voir Lycoming.
Lycoming Engines est une société américaine fabriquant des moteurs d'avions, filiale du groupe Textron.

## Historique
En 1845, la société Demorest Manufacturing Company se lance sur le marché des machines à coudre et des bicyclettes. Devenue Lycoming Foundry and Machine Company en 1907, Lycoming construit des moteurs automobiles. Après la Première Guerre mondiale, c'est un motoriste qui fournit les marques Auburn, Cord, Duesenberg, Bucciali et Georges Irat.
En 1927, installée dans l'Indiana, elle est rachetée par sa cliente Cord et construit son premier moteur d'avion : c'est le R-680, un moteur en étoile qui a du succès. La firme se spécialise alors dans les moteurs destinés à l'aviation légère tout en développant des projets de gros moteurs capables de concurrencer les Wright ou les Pratt & Whitney.
En 1939, Cord réorganise l'ensemble de ses actifs aéronautiques dans le groupe Avco et l'entreprise dédiée à la construction de moteurs d'avions devient « Avco Lycoming », qui loue au gouvernement fédéral l'usine de Stratford (Connecticut) et produit des moteurs Wright sous licence. A la fin de la guerre, elle développe l'énorme XR-7755, qui est testé au banc, mais abandonné avec l'arrivée des turboréacteurs et turbopropulseurs.
Après la guerre, cette usine est transformée pour produire le turbomoteur T53 destiné aux hélicoptères, le programme qui connaît le plus de succès. Il est suivi par le T55, moteur plus gros reprenant la même architecture. Les lignes de fabrication de moteurs à turbine sont implantées à Stratford et celles pour les moteurs à pistons se trouvent dans le site original de l'entreprise, à Williamsport (Pennsylvanie). Le Lycoming ALF 502, réacteur utilisé sur les avions d'affaires et sur l'Avro RJ, basé sur les parties internes du T55, connaît aussi un certain succès commercial.
En 1985, Textron achète la compagnie, et vend la partie turbine à Garrett Engine division de AlliedSignal en 1994, ne laissant à Lycoming que la production de moteurs à pistons pour avions légers.
Lycoming fait aujourd'hui partie du groupe Textron et ses moteurs à quatre ou six cylindres à plat animent la majeure partie des avions légers dans la gamme de puissance de 120 ch (88 kW) (O-235) à 200 ch (147 kW) (O-360). Le motoriste a présenté en 2006 un nouveau moteur six cylindres pour compléter sa série O-540, le O-580 (580 pouces cubes soit 9,5 l).

## Liste des moteurs

### Moteur à pistons

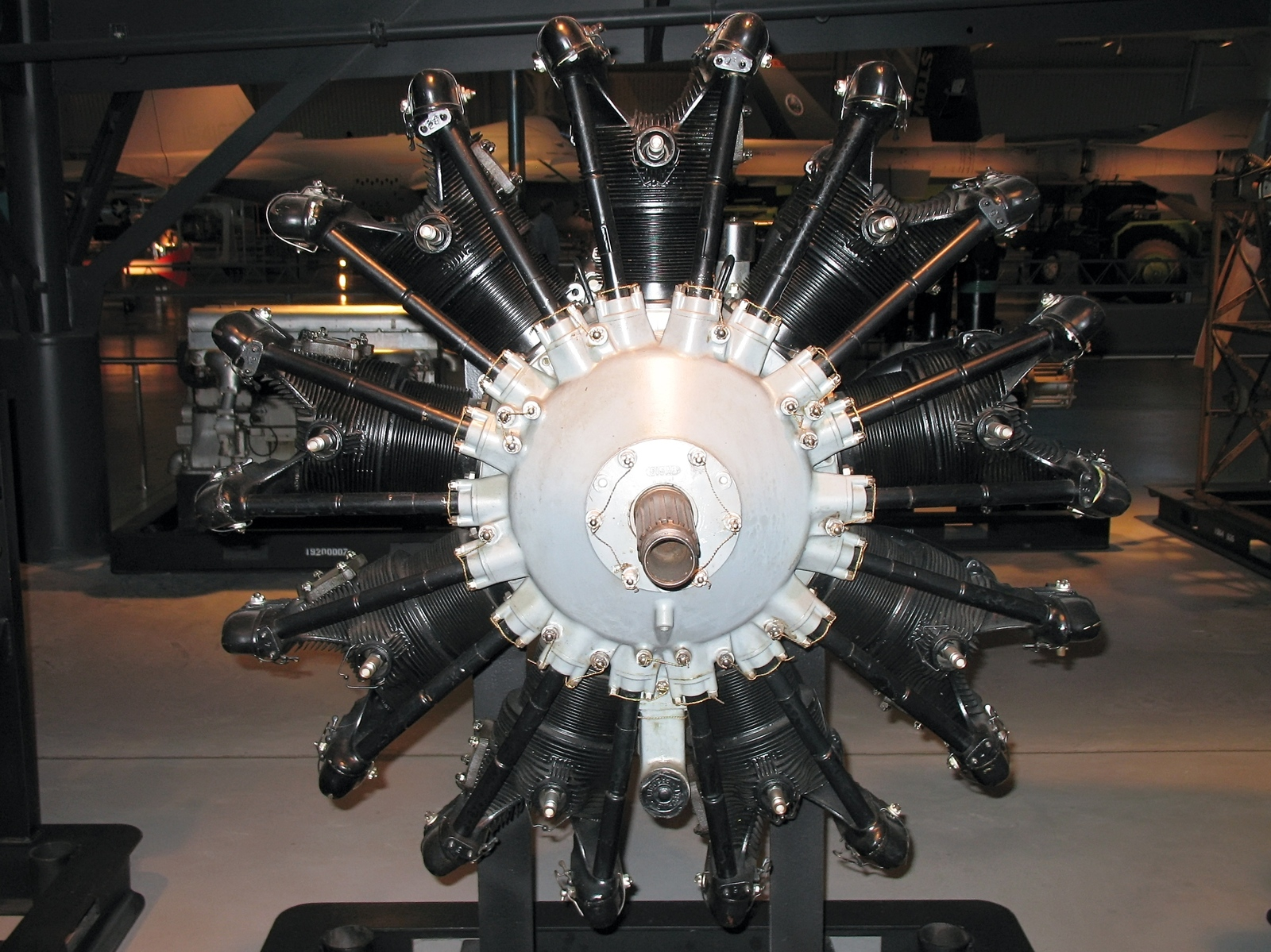
Lycoming R-680.

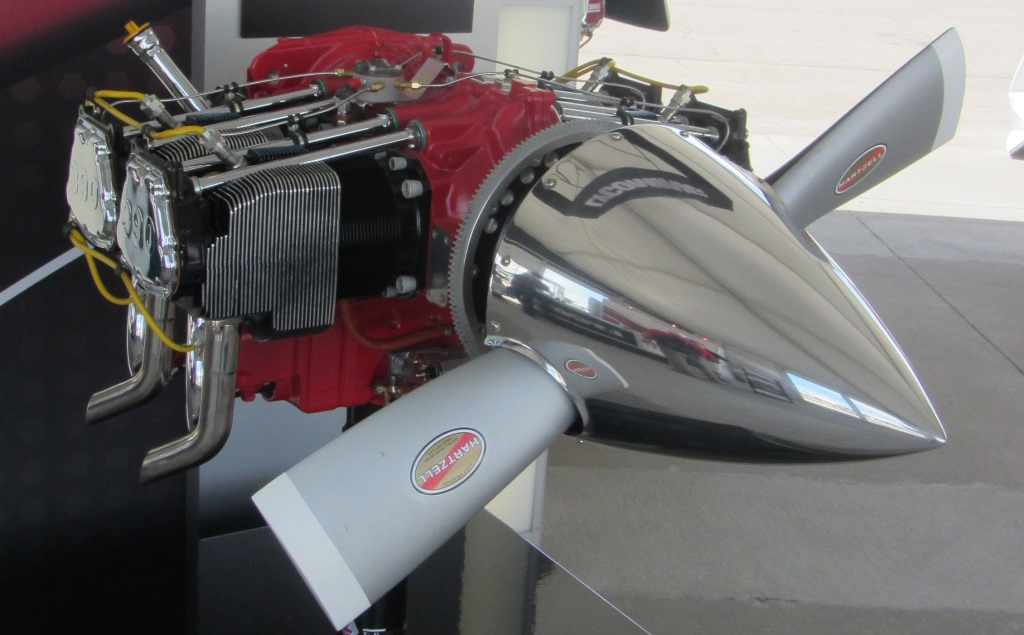
Lycoming-IO390.

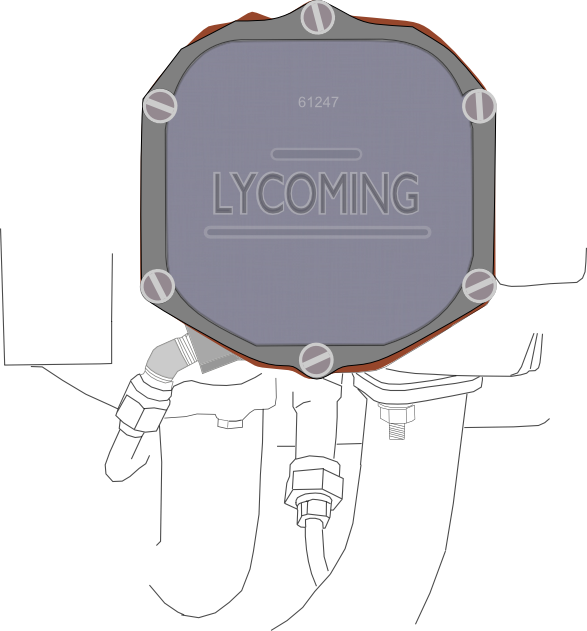
Cache culbuteurs de moteurs Lycoming.

Signification des préfixes des moteurs à pistons :
- AE : spécifique pour la voltige (Aerobatic) (exemple le AEIO 360 monté sur le Mudry Cap 10[8]) ;
- H : installation Horizontale pour hélicoptères ;
- I : Injection ;
- L : vilebrequin à rotation anti-horaire (Left Hand Rotation Crankshaft) ;
- O : moteur à pistons opposés (Opposed Cylinders) ;
- R : moteur en étoile (Radial Cylinders) ;
- T : Turbocompressé ;
- G : avec réducteur (Geared) ;
- V : installation Verticale pour hélicoptères ;
- S : moteur compressé (Supercharged).

Le numéro indique la cylindrée en pouces-cubes.
Moteurs notables :
- Lycoming R-680, 9-cylindres en étoile de 1929, 220 à 295 ch (164–220 kW), premier moteur Lycoming ;
- Lycoming O-145, 4-cylindres, 1938 ;
- Lycoming IO-233-LSA, 4-cylindres, 100–116 ch (75–87 kW), non certifié, pour avion léger ;
- Lycoming O-290, 4-cylindres, 125 ch (93 kW) ;
- Lycoming O-340, 4-cylindres ;
- Lycoming O-435, 6-cylindres, 185–260 ch (137–194 kW) ;
- Lycoming O-480, 6-cylindres ;
- Lycoming GSO-580, 8-cylindres, « 580 » original, produit de 1948 à 1961 ;
- Lycoming O-1230 ;
- Lycoming H-2470 ;
- Lycoming XR-7755, 36-cylindres, moteur expérimental de 5 000 ch (3 677 kW). Il s'agit du plus gros moteur d'avion à piston construit par la firme[9].

Produits en 2024 :
- Lycoming DEL-120, 4-cylindres, 180 ch (134 kW), diesel ;
- Lycoming EL-005, 1-cylindre, 2-temps, 4 ch (2,98 kW), Jet A, pour drones (Aerosonde MK 4.7G) ;
- Lycoming O-235, 4-cylindres, 108–118 ch (81–88 kW), produit depuis 1940, largement utilisé sur les Cessna 152 ;
- Lycoming O-320, 4-cylindres, 150–160 ch (112–119 kW), utilisé notamment sur les Cessna 172 ;
- Lycoming O-360, 4-cylindres, produit depuis 1955 et largement utilisé, base du 540 et 720 ;
- Lycoming IO-390, 4-cylindres, 210 ch (157 kW) ;
- Lycoming O-540, 6-cylindres, 230–350 ch (172–261 kW), largement utilisé, notamment sur les Piper PA-31, Piper PA-24 ;
- Lycoming TIO-541, 6-cylindres, 310 ch (233 kW), amélioration du 540 avec turbocompresseur ;
- Lycoming IO-580, 6-cylindres, 300 ch (223 kW), sorti en 1997, utilisé sur de nombreux avions de voltige ;
- Lycoming IO-720, 8-cylindres, 400 ch (294 kW) sorti en 1961.

Moteurs à pistons avgas en production classés par cylindrée:
|           | O-235  | O-320  | O-360  | IO-390 | O-540  | TIO-541 | IO-580 | IO-720 |
| --------- | ------ | ------ | ------ | ------ | ------ | ------- | ------ | ------ |
| Cylindres | 4      | 4      | 4      | 4      | 6      | 6       | 6      | 8      |
| Alésage   | 111 mm | 130 mm | 130 mm | 135 mm | 130 mm | 130 mm  | 135 mm | 130 mm |
| Course    | 98 mm  | 98 mm  | 111 mm | 111 mm | 111 mm | 111 mm  | 111 mm | 111 mm |
| Cylindrée | 3,82 l | 5,24 l | 5,92 l | 6,37 l | 8,87 l | 8,87 l  | 9,55 l | 11,8 l |
| Année     | 1942   | 1953   | 1955   | 2009   | 1957   | 1965    | 1997   | 1961   |

Les O-360, O-540, TIO-541 et IO-720 partagent certaines caractéristiques.

### Turbines
- Lycoming T53, turbomoteur de 600 ch (447 kW), utilisé sur les Bell UH-1.
- Lycoming T53-L 13 845 kW, utilisé sur les locomotives DB Class 210.
- Lycoming T55, turbomoteur de 3 750 ch (2 796 kW), utilisé sur les CH-47 Chinook.
- Lycoming LTS101 et LPT101, turbomoteur et turbopropulseur.
- Lycoming ALF 502, turboréacteur, basé sur les T55, utilisé sur les BAe 146 et Bombardier Challenger 600.
- Lycoming AGT1500, turbomoteur, 1 500 ch (1 119 kW), utilisé sur les M1 Abrams.
- Lycoming TF-40 turbine marine pour les LCAC hovercraft de l'US Navy.